# Hemerotrecha delicatula
Hemerotrecha delicatula är en spindeldjursart som beskrevs av Muma 1989. Hemerotrecha delicatula ingår i släktet Hemerotrecha och familjen Eremobatidae. Inga underarter finns listade i Catalogue of Life.